# Чо Ян Хён
Чо Ян Хён (кор. 조양현; род. 18 мая 1967) — южнокорейский кёрлингист на колясках. Тренер по кёрлингу.
В составе сборной Республики Корея по кёрлингу на колясках серебряный призёр зимних Паралимпийских игр 2010, участник пяти чемпионатов мира (лучший результат — серебряные призёры в 2008).
В «командном» кёрлинге на колясках (команда из четырёх человек) играл в основном на позиции второго.

## Достижения
- Зимние Паралимпийские игры: серебро (2010).
- Чемпионат мира по кёрлингу на колясках: серебро (2008).

## Команды
| Сезон   | Четвёртый   | Третий       | Второй       | Первый      | Запасной      | Тренер        | Турниры             |
| ------- | ----------- | ------------ | ------------ | ----------- | ------------- | ------------- | ------------------- |
| 2003—04 | Ким Хак Сон | Ким Мён Джин | Cho Yae Lee  | Чо Ян Хён   | Kim Kab Seung | Ян Се Ён      | ЧМК 2004 (11 место) |
| 2004—05 | Ким Хак Сон | Ким Мён Джин | Чо Ян Хён    | Cho Yae Lee | Ham Dong-Hee  | Kim Chang-Gyu | ЧМК 2005 (7 место)  |
| 2006—07 | Ким Хак Сон | Ким Мён Джин | Чо Ян Хён    | Кан Ми Сук  | Ham Dong-Hee  | Kim Chang-Gyu | ЧМК 2007 (7 место)  |
| 2007—08 | Ким Хак Сон | Ким Мён Джин | Чо Ян Хён    | Кан Ми Сук  | Ham Dong-Hee  | Квон Ён Иль   | ЧМК 2008            |
| 2008—09 | Ким Хак Сон | Пак Киль У   | Ким Мён Джин | Чо Ян Хён   | Кан Ми Сук    | Hong Jun Pyo  | ЧМК 2009 (6 место)  |
| 2009—10 | Ким Хак Сон | Ким Мён Джин | Пак Киль У   | Кан Ми Сук  | Чо Ян Хён     | Ян Се Ён      | ЗПИ 2010            |

(скипы выделены полужирным шрифтом)

## Результаты как тренера национальных сборных
| Год  | Турнир                                      | Команда                        | Место |
| ---- | ------------------------------------------- | ------------------------------ | ----- |
| 2024 | Чемпионат мира по кёрлингу на колясках 2024 | Республика Корея (на колясках) | 6     |
| 2025 | Чемпионат мира по кёрлингу на колясках 2025 | Республика Корея (на колясках) | 2     |